# Pseudoeriosema andongense
Pseudoeriosema andongense är en ärtväxtart som först beskrevs av John Gilbert Baker, och fick sitt nu gällande namn av Lucien Leon Hauman. Pseudoeriosema andongense ingår i släktet Pseudoeriosema och familjen ärtväxter.

## Underarter
Arten delas in i följande underarter:
- P. a. andongense
- P. a. bequaertii